# Service des systèmes d'information de la Marine
Le SERSIM - Service des systèmes d'information de la Marine française - était un service de soutien qui mettait en œuvre les orientations relatives aux systèmes de traitement et de transport de l'information définies par le Chef d'Etat-Major de la Marine (CEMM), sous l'autorité duquel il était placé. 
Le SERSIM a intégré en 2008 la DIRISI. 
Cette intégration marque la fin de l'indépendance de la Marine Nationale en matière de réseaux d'infrastructure. Cette indépendance avait déjà été réduite au fil des ans par la main mise de plus en plus grande de la DGA sur ce domaine.
Il participait à la satisfaction des besoins terrestres de la Marine dans ce domaine et exerçait son action en cohérence avec les décisions prises pour la coordination des systèmes d'information et de communication au sein du Ministère de la Défense.
Il assurait l'acheminement de l'information selon les objectifs définis par le chef d'état-major de la marine.
Il exercait parfois ses attributions au profit d'autres organismes du ministère de la défense comme les implantations maritimes de la DCN ancêtre de NavalGroup mais aussi des autres armes (Air principalement pour des missions de courte durée dans des bases aéronavales).
Il mettait à la disposition du chef d'état-major de la marine son expertise en télécommunications et les moyens nécessaires au maintien en condition opérationnelle des systèmes de transport et de traitement de l'information en fonction des objectifs de disponibilité fixés par le chef d'état-major.
Il participait à ce titre à la définition des règles générales du maintien en condition opérationnelle :
- des systèmes de traitement et de transport de l'information relevant d'un programme d'armement,
- des composants de systèmes de traitement et de transport de l'information dont le maintien en condition opérationnelle relevait des compétences d'autres organismes du ministère de la défense.

Le service des systèmes d'information de la marine contribuait à l'adaptation des organisations et des méthodes de travail de la Marine aux technologies de l'information et de la communication.
Le service des systèmes d'information de la marine contribuait à l'intégration dans les forces maritimes des systèmes de traitement et de transport de l'information de la marine et du ministère de la défense. Cette contribution consistait, au vu des conditions d'emploi opérationnel et aéro-maritime, en des réalisations complémentaires, des adaptations et interconnexions, des réglementations et actions de maintien en condition opérationnelle et d'exploitation.
Ces actions étaient étendues, en tant que de besoin, aux théâtres d'opérations extérieures.
Le service des systèmes d'information de la marine exerçait en matière d'acquisition, de maintien en condition opérationnelle et d'exploitation, pour les systèmes d'information et de transport de l'information, les fonctions, les moyens et les infrastructures associées, les compétences définies par arrêté du ministre de la défense.
Le service des systèmes d'information de la Marine (SERSIM) était constitué d'une direction centrale (DCSIM) basée à Houilles (78), et de quatre directions régionales (DIRSIM) basées à Paris, Cherbourg, Brest et Toulon. Le service comprenait environ 1300 personnels, principalement civils statutaires et une vingtaine d'ingénieurs militaires issus de la DGA. Il était alternativement commandé par un Amiral (2S) et un IGT (Ingénieur Général de Télécommunications).
Le SERSIM était issu d'une autre entité, le SERTIM (Service des Transmissions d'Infrastructure de la Marine) organisé autour de sept pôles principaux, Brest, Toulon, Houilles, Colombes, Cherbourg, Lorient et Rochefort et d'une direction centrale basée à Paris près de la Tour Eiffel. 
Quatre implantations outremer et dans les TOM complétaient ce dispositif (Dakar, Nouméa, Fort de France et Papeete).
Ce service prend de manière plus lointaine son origine sous Vichy avec l'appellation BnR (Bureau non Radio). Il est créé en 1942.